# Héctor Uribe
Héctor Yael Uribe Guevara (León, 4 giugno 2004) è un calciatore messicano, attaccante del León.

## Carriera
Cresciuto nel settore giovanile del León, debutta in prima squadra il 16 gennaio 2023, in occasione dell'incontro di Liga MX vinto per 2-1 contro il Necaxa. Il 4 marzo realizza la sua prima rete in campionato, nell'incontro vinto per 2-0 contro l'Atlético San Luis. Quattro giorni dopo debutta anche nelle competizioni continentali, disputando l'incontro di CONCACAF Champions League vinto per 0-1 contro il Tauro.

## Statistiche

### Presenze e reti nei club
Statistiche aggiornate al 12 aprile 2023.
| Stagione        | Squadra         | Campionato      | Campionato | Campionato | Coppe nazionali | Coppe nazionali | Coppe nazionali | Coppe continentali | Coppe continentali | Coppe continentali | Altre coppe | Altre coppe | Altre coppe | Totale | Totale |
| Stagione        | Squadra         | Comp            | Pres       | Reti       | Comp            | Pres            | Reti            | Comp               | Pres               | Reti               | Comp        | Pres        | Reti        | Pres   | Reti   |
| --------------- | --------------- | --------------- | ---------- | ---------- | --------------- | --------------- | --------------- | ------------------ | ------------------ | ------------------ | ----------- | ----------- | ----------- | ------ | ------ |
| 2022-2023       | León            | LM              | 4          | 1          |                 | -               | -               | CCL                | 3                  | 0                  |             | -           | -           | 7      | 1      |
| Totale carriera | Totale carriera | Totale carriera | 4          | 1          |                 | -               | -               |                    | 3                  | 0                  |             | -           | -           | 7      | 1      |